# 毛利斉元
毛利 斉元（もうり なりもと）は、江戸時代後期の大名。毛利氏25代当主。長州藩11代藩主。7代藩主・毛利重就六男である毛利親著の長男で、10代藩主毛利斉熙の養子。

## 経歴
寛政6年（1794年）3月24日に萩城下八丁邸にて出生する。享和3年（1803年）に一門八家の福原房純の養嗣子となり、文化5年（1808年）9月1日、養父と同じく藩主・毛利斉房の偏諱を授かり福原房昌（）と名乗った。同年に通称として弾正と名乗った。藩主の兄弟を養子にできるのは一門八家のうちさらに六家のみに限られていたため、この養子縁組には反対もあったが、斉元は藩主の弟でなく弟の息子であったため押し切られた。
文政2年（1819年）、従兄で藩主の毛利斉熙の実子・保三郎（後の毛利斉広）が幼いため、つなぎの当主とすべく福原家から藩主家に貰い返されて、通称を式部、名を毛利教元（）に改めた。同年9月に斉熙の養嗣子となり、四品に叙任して式部大輔に任じられ、文政3年（1820年）に宮内大輔に転じ、文政4年（1821年）に従四位・侍従となる。
文政7年（1824年）2月27日の斉熙の隠居により跡を継ぐが、文政12年（1829年）に従四位・左近衛少将になる。11代将軍・徳川家斉からの偏諱を受け斉元と改名する。
天保6年（1836年）12月26日に従四位上に叙任されるが、翌天保7年（1836年）5月14日に養父の斉煕が死去する。同年6月12日には後世に「申歳の大水」として語り継がれる大洪水が起こり、実子の猶之進（教明）らがいた萩城下の南苑邸が大破し、城下の3分の2が浸水、溺死者約200人に上るなどの被害を出す。同年9月8日に斉熙の後を追うように死去した。享年43。跡を継いだ斉広は同年のうちに亡くなり、実子の教明（後の慶親・敬親）がその跡を継ぐことになる。

## 人物
父が部屋住み身分で、自身も家臣福原家から貰い返されて毛利宗家を継いだ経緯があるためか、万事に控え目な性格で、実権は養父・斉熙が握り、終始中継ぎ藩主のままであった。
狂歌を好んで鹿都部真顔に師事し、柳桜亭花也、柳花亭風姿瑞垣、土筆亭和気有丈などの狂号をもち、戯作者山東京山の次女・京が侍女から側室となり、孝姫、甚之丞（早世）を産んだ。

## 系譜
- 父：毛利親著（1766年 - 1800年）
- 母：以久 - 心月院
- 養父：福原房純（1772年 - 1836年）、毛利斉熙（1784年 - 1836年）
- 正室：由美子（1804年 - 1838年） - 蓮容院、毛利斉熙娘
- 側室：原田氏
  - 長男：毛利敬親（1819年 - 1871年） - 毛利斉広の養子
  - 次男：牧之助（1820年 - 1822年）
- 側室：山崎氏
  - 長女：三寿姫（1827年 - 1856年） - 益田親興（親施兄）室
- 側室：京 - 山東京山娘
  - 次女：孝子（1829年 - 1853年） - 有馬温純婚約者のち伊達宗徳正室
  - 三男：毛利教徳（1830年 - 1843年）
- 側室：田代氏
  - 三女：嘉姫（1835年 - 1843年）
- 養子
  - 男子：毛利斉広（1814年 - 1837年） - 毛利斉熙の次男

## 偏諱を受けた人物
毛利教元時代
- 毛利教明（長男、のちの毛利敬親）
- 毛利教徳（息子、教明の弟）

毛利斉元時代
「元」は毛利氏の通字として最もよく用いられている字であり、一部の分家でも代々用いられている。そちらについては特別に斉元から賜ってはいないものとみなし、明らかに賜っている人物のみを掲載する。
- 毛利元美（元教）（厚狭毛利家）
- 毛利元寿（右田毛利家、房顕の嫡男（のち廃嫡））
- 毛利元亮（元敬/元統）（右田毛利家、元寿廃嫡後の嫡子、元美の娘婿）
- 毛利元一（元潔）（吉敷毛利家、元寿の義弟（正室が房顕の娘））
- 浦 元襄（通称:浦靱負）
- 堅田元琦（徳山毛利広鎮の五男、堅田就正の養子）
- 佐佐木元久（尼子氏末裔・佐佐木房高の婿養子、浦靱負の養子・親教の実父）
- 宍戸元礼（福原家における義弟、母方の宍戸氏を継承、初め宍戸延良）
- 清水元周（清水氏、通称:清水信濃、清水親春の養父）
- 高洲元忠（寄組藩士、国司親相（国司信濃）の実父）
- 福原元僴（通称：福原越後、毛利広鎮の六男で堅田元琦の実弟）
- 益田元宣（須佐領主益田家、子の親興は斉元の娘婿。）
- 益田元固（通称：益田伊豆、問田益田氏）